# Bellenbord

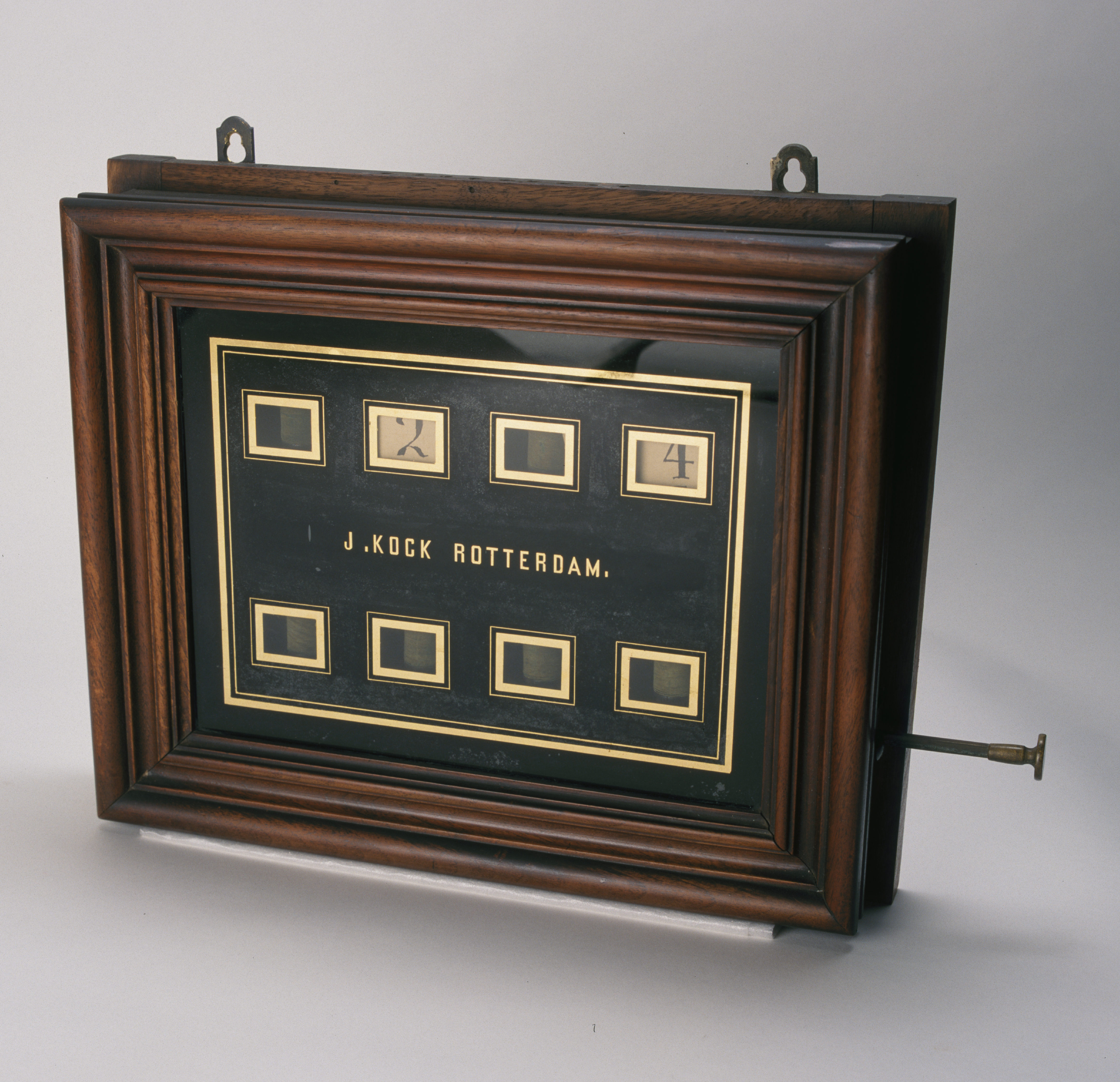
Bellenbord uit een herenhuis aan de Westersingel in Rotterdam.

Een bellenbord of nummerbord is een centraal communicatiesysteem in huizen van welgestelden of in kantoren. Het bellenbord bevindt zich op een plaats waar het personeel zich bevindt, dus in de keuken, de portiersloge of de bodekamer. 
Een bellenbord bestaat uit een houten kastje waarop een aantal venstertjes zijn aangebracht. In het kastje bevinden zich elektromagneten. Door ergens in het huis op een knop te drukken rinkelt er een bel en wordt een van de magneten bekrachtigd waardoor er een nummerplaatje verschijnt. Het personeel weet dan waar assistentie gevraagd werd. 
Het geheel werd oorspronkelijk van elektriciteit voorzien door een mangaan(IV)oxideelement, uitgevonden in 1868. De gehele installatie kreeg de weidse naam: electrische huistelegraafinstallatie. 
Het bellenbord was feitelijk, na de elektrische deurbel of huisschel (die trouwens ook op het bellenbord aangesloten kan zijn), de eerste toepassing van elektriciteit in de huishouding. Bellenborden waren vooral populair tussen ongeveer 1890 en 1910.
Het bellenbord is heden nog in gebruik in ziekenhuizen en andere zorginstellingen. Daar is het tegenwoordig gecombineerd met een intercominstallatie, zodat de verpleegkundige vanaf haar kantoor direct met de patiënt kan spreken.

## Opmerking
De naam bellenbord is overgegaan op tableaus die zich bij de ingang van flatgebouwen en dergelijke bevinden en waarop vele huisbelknoppen bij elkaar zijn gebracht.